# Sânmartin, Bihor
Sânmartin là một xã thuộc hạt Bihor, România. Dân số thời điểm năm 2002 là 7886 người.